# رفق الخادم
أبو الفضل رفق الخادم (حوالي 970 - 30 أغسطس 1049) كان خصيًا أفريقيًا أسود في بلاط الخليفة الفاطمي المستنصر (حكم من 1036 إلى 1094) وقائدًا للجيش الفاطمي. في عام 1024، في عهد الخليفة الظاهر، قاد رفق حملات شرطية في الريف المصري، مما أكسبه سمعة الولاء. في عام 1049، عين واليًا على دمشق بدلاً من ناصر الدولة الهمداني، وترأس حملة قوامها 30 ألف جندي لتأكيد السيطرة الفاطمية على حلب، التي كانت تحت سيطرة الأمير المرداسي ثمال بن صالح. كان جيشه يتألف من البربر والأتراك والأفارقة السود، وبعد دخوله سوريا، نشبت صراعات بين القبائل البدوية المحلية، وهذه الفصائل المتنوعة والعدائية في كثير من الأحيان، مما أضعف جيش رفق. بعد الاشتباكات الأولية مع قوات ثيمال خارج حلب، انشق العديد من البدو وهجره ضباط رفق في النهاية لرفضهم مشورتهم. قبض على رفق وأصيب في رأسه وتوفي في حجز المرداسيد.

## الحياة المهنية

### الخدمة مع الفاطميين
كان أبو الفضل رفق يبلغ من العمر حوالي 80 عامًا عندما توفي، وفقًا للمؤرخ سهيل زكار، مما يعني أنه ولد حوالي 970. المعلومات حول رفق مستمدة إلى حد كبير من المؤرخ المصري المعاصر المصبحي، ولكن أيضًا من مصادر أخرى، بما في ذلك ابن المقفع وابن ميسر.
بحسب المؤرخ تييري بيانكيس، رفق "كانت له ساعة المجد في عهد [الخليفة] الظاهر عام 1024". اكتسب سمعة طيبة كضابط مخلص وقاد حملات الشرطة في الريف المصري، بما في ذلك دلتا النيل. إعفي من القيادة من العمليات في الدلتا نتيجة الخلاف بينه وبين معداد، وهو خصي أسود آخر وقائد (جنرال) من الفوج الملكي الفاطمي. في أوائل عهد الخليفة المستنصر، أدار رفق القصر الملكي وأشرف على فوج الجيش التركي.
وفقًا للحكاية التي استشهد بها المصبحي، فقد استشير رفق ذات مرة من قبل رجل مسيحي مصري، وقد ألقت السلطات القبض على ابنه المتحول إلى الإسلام بتهمة تزيين الرموز المسيحية، وهو عمل واضح من أعمال الردة. نصح رفق الرجل، الذي كانت له تعاملات تجارية معه، بأن يجعل ابنه يتظاهر بالجنون لتجنب إدانته بالمرتد، وهي جريمة يعاقب عليها بالإعدام في مصر الفاطمية.

### رحلة إلى سوريا
في عام 1049، عين المستنصر رفق قائدًا لبعثة لإخضاع حلب، التي كانت تحت سيطرة الأمير المرداسي ثمال بن صالح. توقف الأخير عن دفع الجزية السنوية للخليفة، مما دفع المستنصر إلى إرسال ناصر الدولة الهمداني لتأكيد السلطة الفاطمية. ومع ذلك، قضي على جيش ناصر الدولة بسبب فيضان نهر قويق، مما أجبره على التراجع إلى دمشق في أكتوبر 1048. استبدل المستنصر ناصر برفق حاكما لدمشق وعينه أيضا محافظا على حلب في حالة نجاحه في إخضاع تلك المنطقة. علاوة على ذلك، جعل الخليفة جميع الولاة الفاطميين المحليين في سوريا تابعين له.
منح رفق لقب أمير الأمراء (قائد القادة)، إلى جانب ألقاب إضافية مثل المظفر ("المنتصر")، وفخر الملك ("مجد العالم")، وعمدة الدولة وعمادها. ("الدعامة الأساسية للسلالة"). وقبل مغادرته ودعه الخليفة بضواحي القاهرة. كان الجيش الذي يرأسه يتألف من 30 ألف جندي، بحسب ابن ميسر، وكان يتألف من البربر والأتراك والأفارقة السود. لم تكن هذه الأفواج متنوعة فحسب، بل كانت في كثير من الأحيان عدائية لأنها تنافست على النفوذ داخل الجيش الفاطمي والبلاط.
أوقف رفق جيشه عند الرملة في فلسطين بعد لقاء مبعوث بيزنطي برسالة من الإمبراطور قسطنطين التاسع ينصح المستنصر بالتصالح مع ثيمال. إذا واصل الفاطميون حملتهم، وعد الإمبراطور بتقديم دعمه لثيمال، الذي كان تابعًا رسميًا لبيزنطة. أرسل رفق المبعوث البيزنطي إلى القاهرة وانتظر المزيد من التعليمات. تأخر وزير المستنصر أبو البركات الجرجرائي عودة المبعوث وأمر رفق بالإسراع في فتح حلب، قاصدًا أن يكون ردًا ماكرًا على نداء الإمبراطور قسطنطين وتحذيره.
قبل أن يتمكن من مغادرة الرملة، تورط جيش رفق في غارات شنتها قبيلة بنو طي، وهي قبيلة بدوية كبيرة من المنطقة، والتي استولت على جزء من معدات وإمدادات رفق. وبدلاً من مهاجمة قبيلة الطي، وجد رفق نفسه مضطراً إلى دفع المال لهم وتجنيدهم كمرتزقة. ومع تقدمه نحو دمشق، اضطر إلى اتخاذ ترتيبات مماثلة مع قبيلتي بني كلب وبنو فزارة. وأدى دمج المرتزقة البدو إلى تفاقم التوترات الفصائلية داخل جيشه، مما أدى إلى مشاجرات واقتتال بين مختلف الأفواج، التي شن بعضها غارات سلب ونهب في الريف الدمشقي.
اجتمع الجيش الفاطمي في النهاية وتحرك شمالًا، وسيطر على حمص ثم حماة؛ ووقعت مشاجرات بين الفصائل في كلتا المدينتين واضطر رفق إلى تجنيد المزيد من القوات المحلية. وفي 24 أغسطس 1049، وصل إلى ضواحي حلب "في حالة سيئة للغاية"، بحسب زكار. قام ثيمال بإعداد دفاعات المدينة منذ فترة طويلة وكانت قواته تتألف من رجال قبيلة بنو كلاب وسكان المدينة. كما تم إرسال أموال إليه من قسطنطين وحصل على دعم من القوات البيزنطية المتمركزة في أنطاكية على أهبة الاستعداد.

## الموت في حلب
وفي 26 أغسطس، اشتبكت قوات رفق مع قوات المرداسيد، انشق خلالها فوج من مرتزقة كلبى إلى ثيمال. نصحه ضباط رفق بسحب قواته جنوبًا للتعافي ومعاقبة زعماء طيء وكلب، الذين إلقي اللوم عليهم في ضعف أداء الجيش. عندما رفض رفق هذه الاقتراحات، نصحه الضباط بالدعوة إلى السلام مع ثيمال وإصدار دبلوم باسم الخليفة بتعيين ثيمال حاكمًا على حلب. رفض رفق مرة أخرى، مما دفع العديد من ضباطه إلى التخلي عنه والانسحاب جنوبًا. الانشقاقات الكبيرة، إلى جانب نقل رفق لكنوز الجيش ومؤنه إلى معرة مصرين، كانت بمثابة إشارة من قبل بقية الجيش للفرار. في هذه الأثناء، بدأ من تبقى من المرتزقة البدو في نهب الريف ولم يتمكن رفق من فرض النظام.
في صباح اليوم التالي، قبض على رفق وحفنة من جنوده من قبل فرسان ثيمال البدو ونقلهم إلى حلب. وفي مرحلة ما، أصيب رفق في رأسه، مما أدى إلى إصابته بالدوار قبل أن يتوفى في 30 أغسطس/آب. وبتقدير زكار "لا شك أن المنصر علق آمالاً كبيرة على نجاح هذا الجيش... وكان رفق الذي تم تعيينه لقيادة الحملة غير كفء... وكما ثبت كان يفتقر إلى المعرفة العسكرية.